# Achenkopf
De Achenkopf is een berg in het Berchtesgadener Land in de deelstaat Beieren, Duitsland. De berg heeft een hoogte van 1577 meter.
De Achenkopf is onderdeel van het Untersbergmassief, dat weer deel uitmaakt van de Berchtesgadener Alpen.